# Jan Långben och gräshoppan
Jan Långben och gräshoppan (engelska: Goofy and Wilbur) är en amerikansk animerad kortfilm med Långben från 1939. Filmen är den första av Långbens egna filmer.

## Handling
Långben är ute på fisketur med sin vän gräshoppan Wilbur, som används som lockbete för att locka fram fiskarna; ett uppdrag som har sina risker.

## Om filmen
Filmen är karaktären Långbens första av hans egna filmer. Tidigare hade han medverkat i kortfilmer med Musse Pigg och Kalle Anka.

### Svensk distribution
Filmen har visats flera gånger på bio i Sverige, både som innehåll i kortfilmsprogram och som separat kortfilm. Första gången som filmen visades var den 8 december 1939 på Sture-Teatern i Stockholm, som innehåll i kortfilmsprogrammet Tjuren Ferdinand tillsammans med kortfilmerna Rovor i snön (ej Disney), Kalle Ankas kusin, Den fula ankungen, Kalle Anka som autografjägare och Tjuren Ferdinand. Den 15 januari 1940 visades kortfilmen separat för första gången, då på biografen Spegeln i Stockholm.
Den 5 december 1949 hade filmen nypremiär på Sture-Teatern, i kortfilmsprogrammet Kalle Anka och tre små grisar tillsammans med sex kortfilmer till; Pluto som flyglärare, Kapten Anka, Familjens olycksfågel (ej Disney), Vågryttaren - en film om surfing och undervattensfiske (ej Disney), Kalle Anka och ekorrarna och Tre små grisar. Filmen visades som förfilm till komedifilmen Turner & Hooch när den hade Sverigepremiär den 6 oktober 1989.
Filmen har även haft andra svenska titlar genom åren. Bland dem finns Långben och Wilbur som användes i DVD-samlingen Alla älskar Långben och Jan Långbens lockbete som användes vid biovisningen 1949.
Filmen har givits ut på DVD och finns dubbad till svenska.

## Rollista
- George Johnson – Långben[6]